# Karl Ludwig Harding

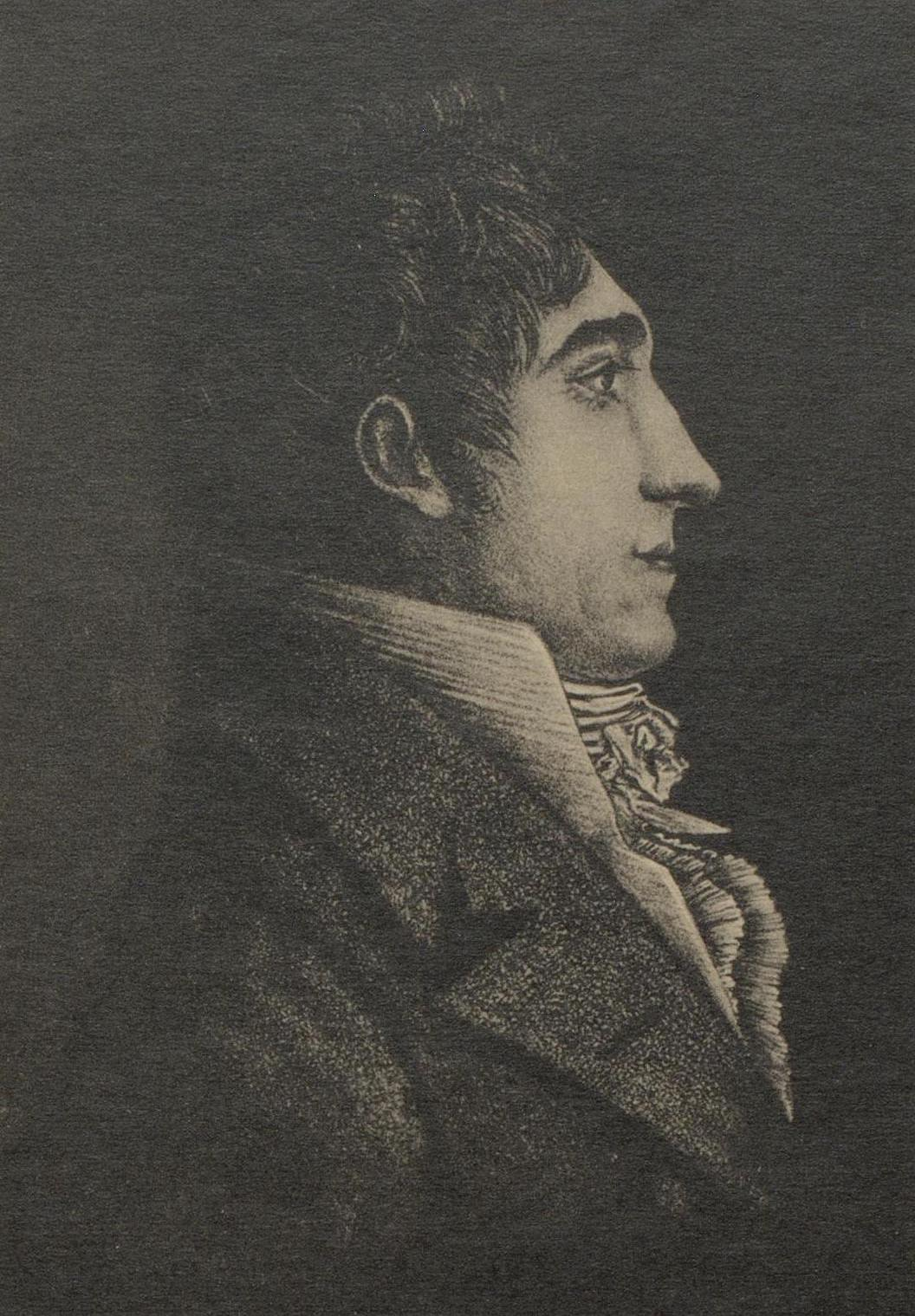
Karl Ludwig Harding

Karl Ludwig Harding (* 29. September 1765 in Lauenburg; † 31. August 1834 in Göttingen) war ein deutscher Astronom.

## Leben
Harding war der Sohn des Pastors Carl Ludwig Harding. Er studierte Theologie in Göttingen und unterrichtete in Lilienthal bei Bremen als Hauslehrer den Sohn des Oberamtmannes Johann Hieronymus Schroeter, der die Sternwarte Lilienthal gegründet hatte.
Ab 1796 arbeitete Harding als „Inspektor“ an der Sternwarte und wurde 1800 zum Observator ernannt. Am 1. September 1804 entdeckte er von dort aus Juno, den dritten Asteroiden oder Planetoiden des Sonnensystems.
1805 erhielt Harding einen Ruf als außerordentlicher Professor für Astronomie an die Universität Göttingen, ehe er 1812 ordentlicher Professor wurde. Er führte Beobachtungen an Kometen, Gasnebeln und veränderlichen Sternen durch. Er entdeckte die veränderlichen Sterne R Virginis, R Aquarii, R Serpentis und S Serpentis. Mit dem Atlas novus coelestis veröffentlichte er den ersten Sternatlas, in dem keine die praktische Arbeit störenden allegorischen Darstellungen enthalten waren.
Für die Berliner Akademischen Sternkarten, ein Projekt der Königlich Preußischen Akademie der Wissenschaften, lieferte er 1826 das erste Blatt sowie ein weiteres 1833.
Er wurde 1803 zum korrespondierenden und 1806 zum ordentlichen Mitglied der Göttinger Akademie der Wissenschaften gewählt. Seit November 1810 war er korrespondierendes Mitglied der Académie des sciences.
Karl Ludwig Harding starb am 31. August 1834 in Göttingen. In Anerkennung seiner Leistungen wurden der Asteroid (2003) Harding und der Mondkrater Harding nach ihm benannt.

## Veröffentlichungen
- Atlas novus coelestis. Göttingen 1822.
- Von den bis jetzt bekannt gewordenen veränderlichen Sternen. In: Kleine astronomische Ephemeriden für 1831. 1830, S. 109–121.